# ذخیره‌گاه زیست‌کره کپه‌داغ

ذخیره‌گاه زیست‌کره کُپه‌داغ یکی از ذخیره‌گاه‌های زیست‌کره یونسکو در شمال‌شرقی ایران است که در کوه‌های کپه‌داغ در استان خراسان شمالی قرار دارد.
رشته‌کوه کپه‌داغ، یک اثر طبیعی است که ۸۰ درصد از پهنه این رشته‌کوه در استان خراسان شمالی و ۲۰ درصد دیگر از پهنه این رشته‌کوه در کشور ترکمنستان واقع است.در ارتفاعات کپه‌داغ رویشگاه با پایه قدیمی اُرس وجود دارد که قدمت آن به ۳ هزار سال می‌رسد. این منطقه با وجود اینکه از تنوع زیستی بالایی برخوردار و محل زندگی جوامع محلی روستایی و عشایری است، تنوع زیستی آن در معرض خطر قرار دارد و جوامع محلی نیز با یکدیگر دچار تعارضاتی هستند.
در ۳۰مین نشست شورای هماهنگی بین‌المللی انسان و کره مسکون یونسکو که از اول تا ششم مردادماه سال ۱۳۹۷ در اندونزی برگزار شد، کپه‌داغ به عنوان سیزدهمین ذخیره‌گاه زیست کره ایران و پنجمین ذخیره‌گاه ثبت شده پس از انقلاب ۵۷ در شبکه جهانی ذخیره‌گاه‌های یونسکو به ثبت رسید. در این نشست پس از بررسی مستندات ایران، منطقه کپه‌داغ با برخورداری از جذابیت‌های طبیعی، تنوع زیستی غنی، تنوع فرهنگی و وجود جوامع محلی و عشایری دارای معیارهای لازم ثبت به عنوان زیست‌کره تشخیص داده شد و با موافقت کشورهای عضو و هیئت رئیسه شورا به ثبت یونسکو رسید.